# Gianfranco Leoncini
Gianfranco Leoncini (Róma, 1939. szeptember 25. – Chivasso, 2019. április 5.) válogatott olasz labdarúgó, középpályás.

## Pályafutása

### Klubcsapatban
1958 és 1970 között a Juventus csapatában szerepelt, ahol három-három bajnoki címet és olasz kupagyőzelmet ért el a csapattal. 1970 és 1972 között az Atalanta, 1972–73-ban a Mantova, 1973–74-ben ismét az Atalanta labdarúgója volt.

### A válogatottban
1966-ban két alkalommal szerepelt az olasz válogatottban. Részt vett az 1966-os angliai világbajnokságon.

## Sikerei, díjai
Juventus
- Olasz bajnokság (Serie A)
  - bajnok (3): 1959–60, 1960–61, 1966–67
- Olasz kupa (Coppa Italia)
  - győztes (3): 1959, 1960, 1965
- Vásárvárosok kupája
  - döntős: 1964–65